# 新叶霍里夫卡 (原斯韦尔德洛夫卡)
49°19′52″N 37°55′30″E / 49.33111°N 37.92500°E
新葉霍里夫卡（烏克蘭語：Новоєгорівка），2016年前名為斯韋爾德洛夫卡（烏克蘭語：Свердловка），是位於烏克蘭東部的村莊，由盧甘斯克州斯瓦托韋區的科洛梅奇哈市鎮負責管轄。該村始建於1781年，面積0.51平方公里，海拔高度122米，人口6。